# Helenów (powiat chełmski)
Helenów – kolonia w Polsce położona w województwie lubelskim, w powiecie chełmskim, w gminie Wierzbica.
W latach 1975–1998 miejscowość należała administracyjnie do województwa chełmskiego.
Miejscowość stanowi sołectwo gminy Wierzbica.
Według spisu powszechnego z roku 1921 folwarki Helenów I i Helenów II w gminie Olchowiec posiadały odpowiednio 1 dom i 3 mieszkańców oraz 9 domów i 47 mieszkańców.